# Mikkel Damsgaard
Mikkel Krogh Damsgaard (* 3. Juli 2000 in Jyllinge) ist ein dänischer Fußballspieler. Er spielt für den FC Brentford und ist dänischer Nationalspieler.

## Karriere

### Verein
Mikkel Damsgaard wurde in der Kirchspielgemeinde Jyllinge im Kopenhagener Ballungsraum geboren und spielte bis 2012 im örtlichen Fußballverein, bevor er in das Nachwuchsleistungszentrum des FC Nordsjælland wechselte. Sein Debüt als Profi (außerhalb von Freundschaftsspielen) gab er am 27. September 2017 im Alter von 17 Jahren beim 4:0-Sieg in der dritten Runde des dänischen Pokals bei Vejgaard BK. Nach seinem ersten Spiel in der Superligæn – der 6:0-Kantersieg am 26. November 2017 gegen den AC Horsens – stand Damsgaard bis zum Ende der Saison oft in der Startelf und wurde dabei abwechselnd als linker Außenstürmer, als Mittelstürmer oder als offensiver Mittelfeldspieler eingesetzt. In der Saison 2018/19 war er gesetzt, bevor ihm in seiner dritten und letzten Saison der Durchbruch gelang: in 35 Partien in der regulären Saison sowie in der Meisterrunde schoss Mikkel Damsgaard – abwechselnd als Mittelstürmer, linker Außenstürmer oder als zentraler Mittelfeldspieler eingesetzt – zwölf Tore. Sein Vertrag beim FC Nordsjælland lief bis 2022.
In der Sommerpause 2020 wechselte Damsgaard nach Italien in die Serie A zu Sampdoria Genua, wo er einen bis 2024 laufenden Vertrag unterschrieb. In seiner ersten Saison in Genua war er gesetzt und erzielte zwei Tore, zudem gab er vier Torvorlagen, womit er zum neunten Tabellenplatz beitrug.
August 2022 wechselte er von Sampdoria Genua zum FC Brentford in die Premier League.

### Nationalmannschaft
Damsgaard absolvierte zwei Einsätze für die dänische U-18-Nationalmannschaft und lief für die U-19 und U-21 auf. Im November 2020 debütierte er für die A-Nationalmannschaft. Zur Fußball-Europameisterschaft 2021 wurde er in den dänischen Kader berufen, wobei er der jüngste Spieler des Kaders war. Die dänische Mannschaft kam bei der Europameisterschaft bis ins Halbfinale, Damsgaard erzielte zwei Tore – das erste Tor beim 4:1-Sieg gegen Russland und das erste Tor bei der 1:2-Halbfinalniederlage nach Verlängerung gegen England.
Bei der WM 2022 wurde er in den drei Gruppenspielen der Dänen eingesetzt, nach denen diese ausschieden. In der Qualifikation für die EM 2024 wurde er in vier der zehn Spiele eingesetzt. Die Dänen qualifizierten sich als Gruppensieger für die Endrunde, für die er wieder nominiert wurde.